# 30240 Morgensen
30240 Morgensen è un asteroide della fascia principale. Scoperto nel 2000, presenta un'orbita caratterizzata da un semiasse maggiore pari a 2,6218336 UA e da un'eccentricità di 0,0687928, inclinata di 3,12798° rispetto all'eclittica.